# Džemaludin Mušović
Džemaludin Mušović (Sarajevo, 30 ottobre 1944) è un ex calciatore e allenatore di calcio bosniaco e precedentemente jugoslavo, di ruolo attaccante.

## Carriera

### Giocatore

#### Club
A livello di calcio giocato ha iniziato in patria, dove ha vestito per diversi anni la maglia del Sarajevo e dell'Hijduk Spalato. Si è poi trasferito nel campionato belga con lo Standard Liegi prima di concludere la carriera in Francia.

#### Nazionale
Il suo debutto con la Jugoslavia risale al 19 settembre 1965 dove va a segno nel match in esterna contro il Lussemburgo (2-5). La sua ultima partita con i Plavi risale al 6 aprile 1968 in occasione del pareggio in casa della Francia (1-1).
Indossò la maglia della nazionale per un totale di dieci partite andando a rete per ben due volte.

### Allenatore
Dopo il ritiro dal calcio giocato ha intrapreso la carriera da allenatore ricoprendo il ruolo da CT di diversi club e nazionali (tra il 1998 e il 1999 ha anche allenato la propria selezione), specialmente asiatiche.

## Statistiche

### Cronologia presenze e reti in nazionale
| Cronologia completa delle presenze e delle reti in nazionale ― Jugoslavia | Cronologia completa delle presenze e delle reti in nazionale ― Jugoslavia | Cronologia completa delle presenze e delle reti in nazionale ― Jugoslavia | Cronologia completa delle presenze e delle reti in nazionale ― Jugoslavia | Cronologia completa delle presenze e delle reti in nazionale ― Jugoslavia | Cronologia completa delle presenze e delle reti in nazionale ― Jugoslavia | Cronologia completa delle presenze e delle reti in nazionale ― Jugoslavia | Cronologia completa delle presenze e delle reti in nazionale ― Jugoslavia |
| Data                                                                      | Città                                                                     | In casa                                                                   | Risultato                                                                 | Ospiti                                                                    | Competizione                                                              | Reti                                                                      | Note                                                                      |
| ------------------------------------------------------------------------- | ------------------------------------------------------------------------- | ------------------------------------------------------------------------- | ------------------------------------------------------------------------- | ------------------------------------------------------------------------- | ------------------------------------------------------------------------- | ------------------------------------------------------------------------- | ------------------------------------------------------------------------- |
| 19-9-1965                                                                 | Lussemburgo                                                               | Lussemburgo                                                               | 2 – 5                                                                     | Jugoslavia                                                                | Qual. Mondiali 1966                                                       | 1                                                                         |                                                                           |
| 9-10-1965                                                                 | Parigi                                                                    | Francia                                                                   | 1 – 0                                                                     | Jugoslavia                                                                | Qual. Mondiali 1966                                                       | -                                                                         |                                                                           |
| 4-5-1966                                                                  | Londra                                                                    | Inghilterra                                                               | 2 – 0                                                                     | Jugoslavia                                                                | Amichevole                                                                | -                                                                         |                                                                           |
| 8-5-1966                                                                  | Zagabria                                                                  | Jugoslavia                                                                | 2 – 0                                                                     | Ungheria                                                                  | Amichevole                                                                | -                                                                         |                                                                           |
| 23-6-1966                                                                 | Hannover                                                                  | Germania                                                                  | 2 – 0                                                                     | Jugoslavia                                                                | Amichevole                                                                | -                                                                         | 46’                                                                       |
| 27-6-1966                                                                 | Malmö                                                                     | Svezia                                                                    | 1 – 1                                                                     | Jugoslavia                                                                | Amichevole                                                                | -                                                                         | 46’                                                                       |
| 18-9-1966                                                                 | Belgrado                                                                  | Jugoslavia                                                                | 1 – 2                                                                     | Unione Sovietica                                                          | Amichevole                                                                | 1                                                                         | 46’                                                                       |
| 12-10-1966                                                                | Tel Aviv                                                                  | Israele                                                                   | 1 – 3                                                                     | Jugoslavia                                                                | Amichevole                                                                | -                                                                         | 46’                                                                       |
| 1-11-1967                                                                 | Rotterdam                                                                 | Paesi Bassi                                                               | 1 – 2                                                                     | Jugoslavia                                                                | Amichevole                                                                | -                                                                         |                                                                           |
| 6-4-1968                                                                  | Marsiglia                                                                 | Francia                                                                   | 1 – 1                                                                     | Jugoslavia                                                                | Qual. Euro 1968                                                           | -                                                                         |                                                                           |
| Totale                                                                    |                                                                           | Presenze                                                                  | 10                                                                        |                                                                           | Reti                                                                      | 2                                                                         |                                                                           |

## Palmarès

### Giocatore

#### Competizioni nazionali
- Kup Maršala Tita: 1

Hajduk Spalato: 1966-1967
- Ljetna liga prvaka: 1

Sarajevo: 1972

#### Competizioni internazionali
- Coppa Piano Karl Rappan: 1

Standard Liegi: 1974

### Allenatore

#### Competizioni nazionali
- Qatar Stars League: 1

Al-Arabi: 1996-1997
Qatar SC: 2002-2003
- Coppa dell'Emiro del Qatar: 1

Al-Sadd: 2000-2001
- Coppa del Principe della Corona del Qatar: 3

Al-Arabi: 1997
Qatar SC: 2002, 2004